# Bruce Buggins
Bruce Buggins (29 de janeiro de 1935 – 5 de dezembro de 2018) foi um jogador de críquete australiano.  Ele jogou 63 partidas de primeira classe pelo clube estadual de críquete Western Australia, mantido pela Western Australian Cricket Association (WACA), entre 1954 e 1955 e entre 1962 e 1963. Ele quase foi selecionado para o críquete de teste, mas não foi capaz por causa das despesas de viagem para a costa leste na época. Buggins também representou o South Perth na Premier Cricket. Ele ainda detém o recorde do clube de mais expulsões para um Wicket-keeper, com 199 recepções e 97 stumpings.